# Magnésium
Le magnésium est l'élément chimique de numéro atomique 12, de symbole Mg.
Le magnésium est un métal alcalino-terreux. Il s’agit du neuvième élément le plus abondant de l'univers. Il est le produit, dans de grandes étoiles vieillissantes, de l'addition séquentielle de trois noyaux d'hélium à un noyau carboné. Lorsque de telles étoiles explosent en tant que supernovas, une grande partie du magnésium est expulsée dans le milieu interstellaire où il peut se recycler dans de nouveaux systèmes stellaires. Le magnésium est le huitième élément le plus abondant de la croûte terrestre et le quatrième élément le plus commun de la Terre (après le fer, l'oxygène et le silicium), constituant 13 % de la masse de la planète et une grande partie du manteau de la planète. C'est le troisième élément le plus abondant dissous dans l'eau de mer, après le sodium et le chlore.
Les atomes du magnésium existent dans la nature uniquement sous forme de combinaisons avec d'autres éléments, où il présente invariablement l'état d'oxydation +2. L'élément pur est produit artificiellement par réduction ou électrolyse. Il est hautement réactif en poudre et en copeaux mais, laissé à l'air libre, il se revêt rapidement d'une mince couche d'oxyde étanche réduisant sa réactivité (passivation par oxydation). Le métal pur brûle aisément sous certaines conditions (en produisant une lumière brillante, blanche, éblouissante caractéristique). En mécanique il est utilisé principalement comme composant dans les alliages d'aluminium-magnésium (parfois appelés magnalium). Le magnésium est moins dense que l'aluminium et l'alliage est apprécié pour sa légèreté et sa résistance plus grande (mécanique et chimique).
Le magnésium est le onzième élément le plus abondant en masse dans le corps humain. Il est essentiel à toutes les cellules et à quelque 300 enzymes, en tant que cofacteur notamment. Les ions magnésium interagissent avec des composés polyphosphates tels que l'ATP, l'ADN et l'ARN. Les composés de magnésium sont utilisés de manière médicale en tant que laxatifs, antiacides (par exemple le lait de magnésie) et pour stabiliser l'excitation anormale des nerfs ou le spasme des vaisseaux sanguins dans des conditions telles que l'éclampsie.

## Histoire
Le nom magnésium provient du nom grec d'un district de Thessalie appelé Magnésie. Cette région était extrêmement riche en magnésium, et ce, sous différentes formes.
En Angleterre, Joseph Black reconnut le magnésium comme un élément en 1755, et Sir Humphry Davy isola la forme métallique pure par électrolyse en 1808 à partir d'un mélange d’oxyde de magnésium MgO et d'oxyde de mercure HgO.

## Isotopes
Le magnésium possède 22 isotopes connus, avec un nombre de masse variant entre 19 et 40. Trois d'entre eux sont stables, 24Mg, 25Mg, et 26Mg, et présents dans la nature dans les proportions 79/10/11, approximativement. On attribue au magnésium une masse atomique standard de 24,305 0 u. Parmi les 19 radioisotopes connus du magnésium, 28Mg a la durée de vie la plus longue avec une demi-vie de 20,915 heures, suivi de 27Mg avec une demi-vie de 9,458 min. Tous les autres isotopes ont une demi-vie inférieure à une minute, et la plupart d'entre eux inférieure à une seconde.

## Usages
Le magnésium est utilisé en mécanique pour sa masse volumique faible (la plus faible des métaux structuraux) notamment dans le domaine de l’automobile où il permet de réaliser des économies de carburant supérieures de 75 % à celles que permet l’aluminium grâce à cette légèreté, mais aussi à ses bonnes propriétés mécaniques (notamment pour la réduction des vibrations). Il entraînerait également des gains environnementaux importants dans le domaine de l’aviation.
Sa production et son recyclage sont par contre difficiles, énergivores et polluants (voir Gisement et production du métal).
C’est aussi un réactif important en chimie, surtout employé dans les procédés de désulfuration, lors de la fabrication des aciers, la purification des métaux (débismuthage) ou la réaction de Grignard. Il est inflammable et servait comme combustible dans les flashs photographiques. Pour le soudage à l'aluminothermie, c'est un ruban de magnésium qui sert de mèche pour enflammer le mélange de poudres hématite – aluminium. C’est un agent chimique essentiel à la vie, notamment lors de la photosynthèse, dans les os et dans une multitude de processus biologiques. Ses sels ont de multiples applications (lait de magnésie Mg(OH)2, carbonate de magnésium, MgO, MgCl2)

### Mécanique
Le magnésium est l'un des métaux les plus faciles à usiner, et certains de ses alliages sont recyclables par laminage. Laminé, usiné ou moulé, il peut servir à fabriquer une multitude d’objets de grande consommation spécialisée (carrosserie, petites mallettes résistantes, boîtiers d'ordinateurs portables ou d'appareils photographiques haut de gamme, jumelles haut de gamme, pièces de vélo, etc.).
Le magnésium est aussi employé en alliage, notamment avec l’aluminium (série 3000, 4000, 5000 et 6000), mais aussi avec le zinc, le zirconium, le thorium et plusieurs terres rares (le lanthane et le cérium).
Un autre usage courant est la protection contre la corrosion des autres métaux immergés, principalement du fer, on parle alors d'anode sacrificielle (son utilisation est courante pour la protection de coques des bateaux ou de ballons d'eau chaude).

### Projet de batteries
Le caractère stable, abondant, non-toxique, non-corrosif du magnésium, qui en outre ne produit pas de dendrites comme le fait le lithium ionique des batteries au lithium rechargeables, en fait un matériau attractif pour de nouvelles piles rechargeables au magnésium-soufre (Mg/S). L'ion magnésium est testé en tant que support de charge, alors que le magnésium-métal est utilisé pour les anodes et le soufre comme cathode. En 2019, cette technologie est encore émergente, mais porteuse d'espoir, notamment parce que le couple Mg/S peut fournir une densité d'énergie théorique de 1 722 Wh/kg avec une tension d'environ 1,7 V ; il pourrait être une alternative économique sûre et peu coûteuse aux piles lithium-ion, particulièrement pour les véhicules électriques (en stockant plus d'électricité). Elles pourraient aussi bénéficier de cathodes à haute capacité, fonctionnant éventuellement sous haute tension, dont le matériau (à base de soufre, avec le Borohydrure de magnésium, le borate de magnésium ou le sulfure de magnésium par exemple,) permettrait une densité d'énergie plus élevée qu'avec les accumulateurs lithium-ion. La conductivité de la cathode de soufre peut être dopée par du carbone (composite cathodique semi-organique).

### Alliages
À résistance  égale, les pièces réalisées en alliages de magnésium permettent d'obtenir un important gain de poids.
- Les alliages magnésium/manganèse contiennent 2 % de manganèse. Ils améliorent la résistance à la corrosion et s'utilisent en forgeage, laminage, soudage ; terminé par un recuit à 400 °C. En tôles, il fait des carénages ou des réservoirs de carburant (bonne soudabilité).
- Les alliages magnésium/aluminium/zinc : 3 % à 10 % d'aluminium, 0,5 % à 3 % de zinc, 0,35 % à 0,5 % de manganèse et contiennent au moins 90 % de magnésium pur. On distingue :
  - G-A9 (alliage de fonderie) ;
  - G-A9Z1 (alliage de magnésium comprenant 9 % d'aluminium et 1 % de zinc) employé en fonderie ;
  - G-A7Z1 (alliage de forge), les alliages de forge sont moins utilisés en aéronautique ;
  - G-A9 est utilisé pour les carters moteurs, les stators compresseurs, les roues d'avion, les sièges, les boîtiers d'instruments de bord.
- Il existe également des alliages magnésium/zinc/métaux spécifiques.
  - Le zirconium et le cérium  permettent ainsi d'améliorer les caractéristiques mécaniques et la résistance à chaud :
    - G-TR3 Z2 Zr (2 % de zinc, 0,7 % de zirconium, 2,5 % de cérium), (TR pour métal de la famille des terres rares).

  - Le thorium améliore la résistance au fluage (utilisés comme alliages de fonderie, ils servent à fabriquer les pièces volumineuses des réacteurs : carter central, carter compresseur) :
    - G-Th3 Z2 Zr (3 % de thorium, 2 % de zinc, 0,7 % de zirconium) ;
    - G-Z5 Th Zr (5 % de zinc, 1,8 % de thorium, 0,7 % de zirconium).

### Alimentation
L'apport quotidien recommandé est estimé à 360 mg de magnésium par jour pour les femmes et 420 mg de magnésium par jour pour les hommes (le double pour les femmes enceintes et les sportifs) ou encore 6 mg par kg de masse corporelle. Des études épidémiologiques en Europe et en Amérique du Nord ont montré que le régime alimentaire occidental était de 30 à 50 % plus pauvre en magnésium que l'apport quotidien recommandé. Elles suggèrent que l'apport journalier a diminué au cours des 100 dernières années, passant de 500 à environ 200 mg par jour. Cette évolution est attribuée à l'usage croissant d'engrais et à la consommation croissante de nourriture transformée.

#### Sources alimentaires de magnésium

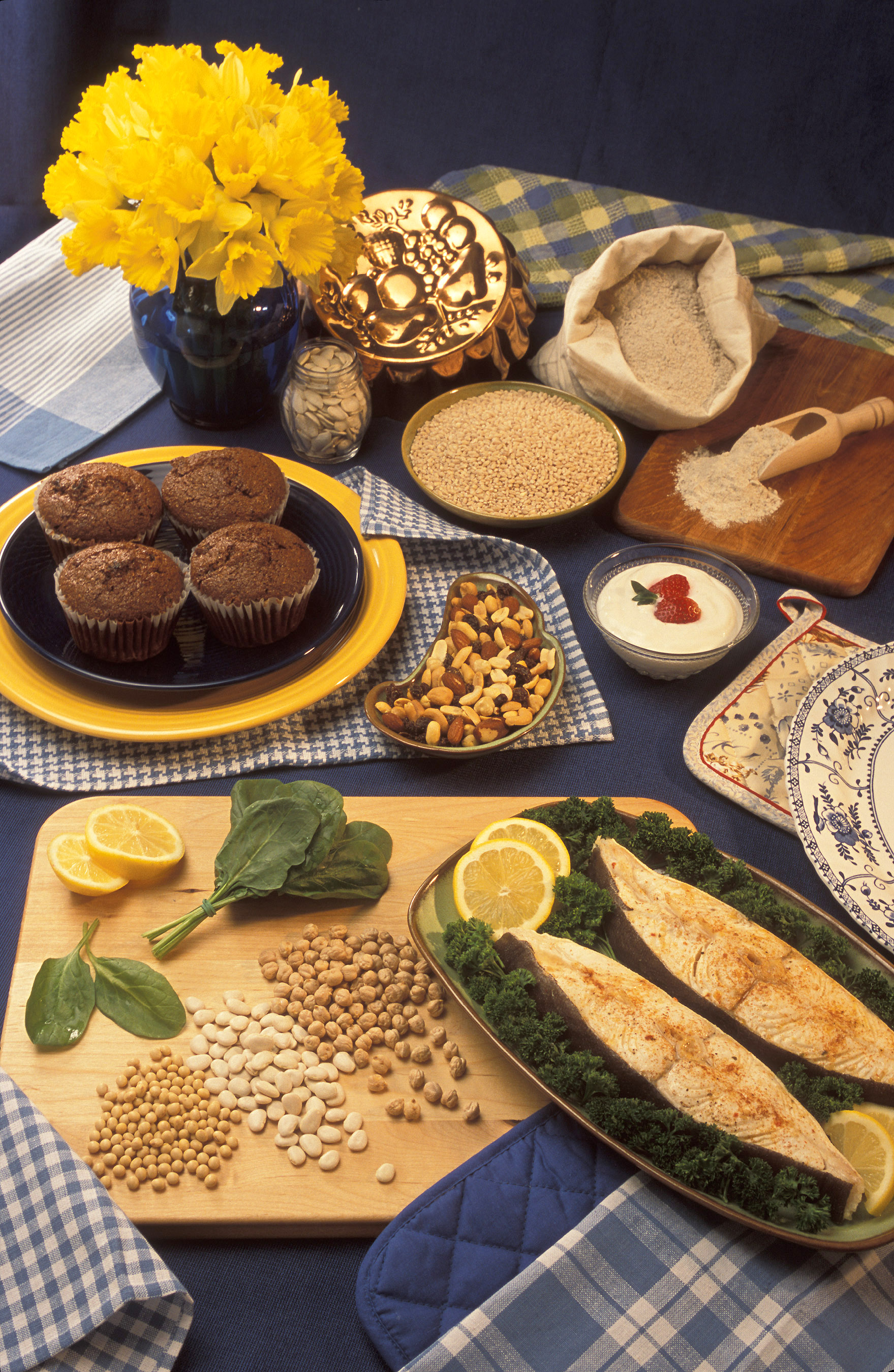
Exemples de sources alimentaires de magnésium (dans le sens des aiguilles d'une montre à partir du haut à gauche) : son muffins, graines de citrouilles, orge, farine de sarrasin, du yaourt à la vanille faible en gras, du mélange montagnard, des steaks de flétan, des garbanzos, des haricots de Lima, des sojas et épinards

Le cacao, les fruits secs, les céréales et les légumes à feuilles vertes tels que les épinards sont de riches sources de magnésium.
Les boissons riches en magnésium sont le café, le thé et le cacao.
La première source alimentaire de magnésium est souvent d'origine céréalière : les produits céréaliers étant présents à tous les repas, ce sont eux qui couvrent la majeure partie des besoins. Cependant, les produits à base de céréales intégrales ou de farine complète apportent de trois à cinq fois plus de magnésium que les produits raffinés (pain blanc, riz blanc poli, etc.) Il est donc recommandé de consommer des aliments peu transformés pour couvrir ses besoins journaliers en magnésium.
Pour une portion de 100 g, les aliments suivants contiennent :
- le sel de Nigari, un extrait naturel de sel marin : 11 500 mg,
- les fruits de mer (en particulier les bigorneaux) en contiennent 410 mg, c'est sans aucun doute l'aliment le plus riche en magnésium ;
- ils sont suivis de près par la mélasse : 197 à 242 mg,
- le cacao : de 150 à 400 mg,
- les céréales complètes comme le blé, l'orge ou le sarrasin qui contiennent de 100 à 150 mg et dont les germes approchent 400 mg, la farine de blé est à 73 mg[30],
- les fruits secs comme les amandes (170 mg), les noisettes (163 mg) et les noix (158 mg),
- la caroube qui en contient environ 55 mg,
- les épinards de 50 à 100 mg, mais qui contiennent aussi de l'acide oxalique gênant leur assimilation,
- le poisson, les abats et les céréales blutées qui contiennent de 25 à 50 mg de magnésium,
- les eaux magnésiennes qui sont une source appréciable de magnésium (80 à 100 mg/l),
- les légumes secs dont les haricots et les fèves (30 à 40 mg),
- la banane qui ne contient que 25 mg/100 g.

## Médecine
Le corps ne produit pas de magnésium et doit le puiser dans l'alimentation. D'après une méta-analyse dose-réponse, chaque apport supplémentaire de 100 mg/j de magnésium alimentaire est associé à une réduction de 6 % et de 5 % du risque de mortalité toutes causes confondues et de mortalité par cancer, respectivement.
Selon une revue systématique et une méta-analyse dose-réponse d'études épidémiologiques, les apports alimentaires élevés en magnésium sont associés à un risque diminué de dépression.
Des troubles peuvent être consécutifs à un manque de magnésium, notamment, spasmes musculaires, crampes, insomnie et ostéoporose. Les menstruations créent d'ailleurs un déficit en magnésium.
La supplémentation en magnésium permet de réduire le besoin d'hospitalisation chez les femmes enceintes ainsi que les rechutes de migraine.
L'empoisonnement par excès de magnésium peut exister chez l'enfant et dans le cas de personnes souffrant d'insuffisance rénale.

### Compléments alimentaires à base de magnésium
Il existe trois grandes catégories de sels de magnésium :
- les sels inorganiques de première génération (carbonates, chlorures, oxydes) : ils sont peu biodisponibles et ont un effet laxatif ;
- les sels organiques de seconde génération (gluconate, citrate, lactate, pidolate, L-aspartate) : plus biodisponibles et biomimétiques, ils ne présentent pas ou peu d'effets secondaires ;
- les sels organiques de troisième génération (chélatés : glycérophosphate, bisglycinates) : ils ne sont pas laxatifs, et hautement biodisponibles[36]. Le glycérophosphate a l'avantage d'apporter également du phosphore, ayant des propriétés intéressantes pour le métabolisme. Il est également compatible avec les probiotiques.

#### Synergie des compléments alimentaires
Comme tous les nutriments, le magnésium va de pair avec certains autres : par exemple, le magnésium a un effet synergique avec la vitamine D. Il va aider à la métabolisation de ces vitamines, et en retour, elles vont améliorer l'absorption du magnésium.

#### Assimilation des sels de magnésium[39],[40]
|                  | Teneur en magnésium élémentaire | Biodisponibilité | Effets secondaires |
| Placebo          | 0                               | -                | 7 %                |
| Glycérophosphate | 12,4 %                          | Élevée           | 7 %                |
| Bisglycinate     | 16 %                            | Très élevée      |                    |
| Citrate          | 16,2 %                          | Très élevée      | 7 %                |
| Aspartate        | 7,5 %                           | Très élevée      |                    |
| Chlorure         | 12 %                            | Élevée           | 78 %               |
| Gluconate        | 5,4 %                           | Élevée           | 27 %               |
| Pidolate         | 8,7 %                           | Élevée           |                    |
| Lactate          | 12 %                            | Très élevée      | 32 %               |
| Carbonate        | 40 %                            | Faible           | 40 %               |
| Hydroxyde        | 41,5 %                          | Faible           | 45 %               |
| Oxyde            | 60,3 %                          | Faible           | 47 %               |

## Rôle biologique
Le magnésium intervient dans plus de 400 réactions biochimiques. Il est notamment impliqué dans le transport osmotique du glucose, le transport insulinique du glucose et dans toutes les étapes de la production d'énergie. Mécanisme majeur d'activation biochimique, consistant à ajouter un groupe de phosphate à une protéine, le magnésium est cofacteur de la phosphorylation. Il est également acteur de l'homéostasie, mécanisme permettant la conservation d'un équilibre intérieur (cellule, rythme cardiaque, miction, digestion, température corporelle, etc.) et cofacteur indispensable de la polymérisation des acides nucléiques.
Le corps humain adulte contient environ 24 grammes (1 mol) de magnésium, une moitié se trouvant dans les os et l'autre dans les tissus mous. Le sérum ne contient qu'environ 0,3 % du magnésium corporel, raison pour laquelle les concentrations sériques ne sont pas utilisables pour diagnostiquer la carence en magnésium. Le test de charge en magnésium, s'il ne cause pas de troubles intestinaux et si le sujet n'a pas de maladie rénale, est actuellement recommandé, bien qu'il ne soit pas standardisé. Dans certains cas de carence, la rétention de magnésium lors de la charge reflète son absorption intestinale et est considérée proportionnelle à la carence osseuse qu'elle vient combler. Les mesures du magnésium cellulaire total et ionisé sont fréquemment contradictoires et les mesures d'excrétion urinaire ne sont pas corrélées avec celles du test de charge, réputé plus fiable. La biopsie du muscle permettrait de connaître les concentrations de cet élément dans l'autre compartiment principal, mais cette procédure est rare en clinique. La recherche se tourne vers les techniques d'imagerie par résonance magnétique et la découverte de marqueurs physiologiques indirects tels que la pompe sodium-potassium (Na/K-ATPase), la thromboxane B2, la protéine C réactive, et l'endothéline-1. Il n'existe pas actuellement de test fiable, rapide, et abordable des concentrations de magnésium dans le corps humain.

### Rôle du magnésium dans l'organisme
- formation des os et des dents, avec le calcium et le phosphore[26]
- fixation du calcium sur l'os
- action sur la croissance
- transmission de l'influx nerveux
- plasticité cérébrale et limitation du déclin de la mémoire[46]
- contraction musculaire, rythme cardiaque
- contribution aux mécanismes de défense immunitaire
- effet sédatif (relaxant musculaire)
- à forte concentration, lutte contre la constipation par action osmotique et stimulation motrice locale
- lutte contre la lithiase oxalo-calcique
- anti-allergique
- anti-inflammatoire
- anti-agrégant plaquettaire (rôle protecteur contre les thromboses)
- catalyseur de nombreuses réactions métaboliques (catalyse enzymatique, synthèses glycogénique et protéique, transfert du phosphate, etc.).
- lutte (légère) contre l'insomnie[47]
- essentiel au développement et à la prolifération des lymphocytes T[48]
- fort effet vasodilatateur et bronchodilatateur

### Signes de carence en magnésium (hypomagnésémie)
Le déficit en magnésium serait un facteur important dans les troubles suivants :
- stress (psychologique, allergique, digestif, respiratoire, oxydatif, toxique, inflammatoire...)
- hyperexcitabilité neuromusculaire : crises de tétanie se caractérisant par la contracture des membres supérieurs (mains d'accoucheur) et du visage
- les manifestations chroniques sont le signe de Chvostek (= la percussion de la bouche provoque une contracture de la lèvre supérieure) et le signe de Trousseau (= un garrot au niveau du bras provoque une contracture de la main)
- troubles immunologiques
- atteintes cardio-vasculaires et, dans les cas extrêmes, infarctus
- fatigabilité musculaire
- troubles digestifs : diarrhées, nausées et anorexie
- irritabilité, nervosité, insomnie
- crampes, tremblements
- myoclonies (= contractions musculaires brèves et involontaires, entraînant ou non un mouvement)
- syndrome confusionnel
- crises comitiales (= crises d'épilepsie) le plus souvent convulsives
- problèmes au cours de la gestation, pour la mère et le fœtus
- dérèglement du système thermique du corps (en plein été, on a la sensation qu'il fait terriblement froid)
- spasmophilie

### Signes d'hypermagnésémie
- hypotension
- bradycardie
- nausées, vomissements
- fatigabilité musculaire
- hyporéflexie ou aréflexie
- hypotonie musculaire, somnolence
- syndrome confusionnel
- coma, arrêt cardiaque

Note : l'hypermagnésémie est pratiquement toujours d'origine iatrogène (due à un médicament).

## Végétaux
Le magnésium est l'un des éléments constitutifs de la chlorophylle, qui catalyse la photosynthèse :
6 CO2 + 6 H2O + lumière → C6H12O6 (glucose) + 6 O2,
où il joue un rôle analogue à celui du fer dans l'hémoglobine du sang.

## Gisements et production du métal
Le magnésium constitue 2 % de la masse de la lithosphère et 2 à 3 % de celle de la croûte. Il est distribué assez uniformément, 80 minéraux étant constitués à 20 % ou plus de magnésium (magnésite, dolomite, carnallite, brucite, apatite, olivine). Sa teneur dans l'eau de mer est d'environ 0,13 %.
Historiquement, la Russie, les États-Unis, le Canada et la Norvège étaient les principaux producteurs de magnésium, mais de nos jours (2015) plus de 80 % du magnésium est produit en Chine.
Deux grandes familles de procédés sont employées pour produire du magnésium métallique : les procédés électrolytiques et les procédés thermiques. Les procédés thermiques se basent sur la réduction de la dolomite en présence de ferrosilicium à haute température, tandis que les procédés électrolytiques peuvent traiter des variétés beaucoup plus grandes de minerais.

### Procédés thermiques
La réaction de réduction se fait à 1 200 °C et un vide à 0,1 torr. Dans ces conditions, le magnésium se vaporise et est récolté avec une pureté de l’ordre de 99,99 %. Le silicate de calcium est revalorisé dans des enduits et des ciments pour le bâtiment. Plusieurs pays ont fait beaucoup d’effort pour perfectionner le procédé Pidgeon. Mentionnons le procédé Magnétherm de Pechiney et le procédé Bolzano qui sont beaucoup plus efficaces énergétiquement.
{\displaystyle \mathrm {2(MgO\cdot CaO)+Si\;\longrightarrow \;SiO_{2},2CaO+2Mg} }

### Procédés électrolytiques
Le procédé électrolytique est beaucoup moins énergivore, mais rencontre trois défis technologiques en plus de produire du magnésium à 99,8 %. Tout d’abord, le procédé se base sur la réduction du chlorure de magnésium à 500 °C. À ces températures, le magnésium s’oxyde rapidement, ce qui entraîne l’utilisation de gaz de protection très polluant (Hexafluorure de soufre (GWP 23 900 kg de CO2> éq.) ou R134a (GWP 1 430 kg de CO2> éq.)). Ensuite, l’anode la plus employée est en carbone, ce qui entraîne la production de BPC, dioxine et furane qu’il faudra éliminer. Finalement, le chlorure de magnésium n’est pas très facile à obtenir et purifier comme le témoignent les 14 technologies en concurrence. Mentionnons le procédé Dow Chemical; US magnesium llt à Great Salt Lake, Utah; Norsk Hydro et Magnola,.
Réaction principale à l'anode :        {\displaystyle \mathrm {2Cl^{-}\;\longrightarrow \;Cl_{2}+2e^{-}} }
Réaction principale à la cathode :    {\displaystyle \mathrm {Mg^{2+}+2e^{-}\;\longrightarrow \;Mg} }
Le magnésium étant envisagé  comme un carburant solide, les recherches sur le recyclage de l'oxyde de magnésium par réduction à partir d'énergie solaire se multiplient depuis 2007 (voir moteur au magnésium), au même titre que celles sur la réduction d'autres oxydes métalliques.